# San Luis Beltrán (Zurbarán)
San Luis Beltrán es el tema de un cuadro de Francisco de Zurbarán, que compone la referencia n º.152 en el catálogo razonado y crítico, realizado por Odile Delenda, historiadora del arte especializada en este pintor.

## Introducción
El programa iconográfico de la iglesia del convento de Porta Coeli incluía, en el retablo de la cabecera, una escultura de Martínez Montañés, representando a Domingo de Guzmán —fundador de la orden dominicana— y, en los dos extremos del crucero, sendas obras de Zurbarán que mostraban los dos caminos espirituales propuestos a los dominicos. En lado del evangelio figuraba el lienzo Beato Enrique Susón —modelo de misticismo— mientras que su pendant, del lado de la epístola, era el presente lienzo representando a san Luis Bertrán —modelo de vida activa— quien alcanzó la santidad predicando y protegiendo a los indígenas del Virreinato de Nueva Granada, especialmente en la actual Colombia.

### Datos técnicos y registrales
- Museo de Bellas Artes de Sevilla (Inv. n° 160);
- Pintura al óleo sobre lienzo, 209 x 155 cm;
- Datación: ca.1638–1640;
- Inscripción abajo a la izquierda: LVIS/BELTRAM;
- Restaurado en 1991 por P. Manzano Beltrán;[3]
- Catalogado por Odile Delenda con el n º.152, y por Tiziana Frati con el n º. 317.[4]

### Descripción de la obra
Zurbarán narra el episodio durante el cual trataron de envenenar al santo, quien porta un bernegal de metal plateado, del cual sale un pequeño dragón que simboliza el tóxico. El santo hace la señal de la cruz para neutralizar el veneno. Situada en primer término, la figura de Luis Beltrán ocupa la mayor parte del lienzo. El pintor resalta el aspecto ascético del personaje, cuyo hábito blanco resalta aún más, gracias al negro de la capa. Tiene un carácter casi escultórico, con unas manos muy dibujadas y expresivas, que contrastan con el aspecto lívido del rostro.
El paisaje —con árboles y pequeñas figuras— que se supone colombiano, resulta más bien flamenco, y viene a ser como un telón de fondo, cuyos tonos verdes y ocres resaltan la figura del santo. Este paisaje relata dos sucesos de su predicación en América. A la izquierda, se ve el fuego de unas chozas con ídolos, que el santo mandó quemar. A la derecha, un milagro que realizó, grabando en un gran árbol la forma de la Cruz, con su misma estatura.

## Procedencia
1. Sevilla, iglesia del Convento Santo Domingo de Portacoeli;
2. Real Alcázar de Sevilla, sala baja 1, n° 67, 1810;
3. Sevilla, Convento Santo Domingo de Portacoeli hasta 1835;
4. Entró en el museo en 1840 (Desamortización: Inv. 1840, n° 1970 o 1971).[7]